# José "Quiquito" Meléndez
José Enrique "Quiquito" Meléndez Ortiz (Aibonito, 5 de diciembre de 1973) es un abogado y político puertorriqueño afiliado al Partido Nuevo Progresista. Es miembro de la Cámara de Representantes de Puerto Rico desde el 23 de mayo de 2011 hasta el 2 de enero de 2025.

## Primeros años y educación
José Enrique Meléndez Ortiz nació el 5 de diciembre de 1973 en el municipio de Aibonito, Puerto Rico . Sus padres son el exsenador José Enrique Meléndez Ortiz Sr. y Elba M. Ortiz Santiago.
Meléndez realizó sus estudios primarios y secundarios en Coamo. Posteriormente, recibió una bachillerato en ciencias políticas de la Universidad Interamericana de Puerto Rico y un Juris Doctor en la Pontificia Universidad Católica de Puerto Rico en 2002. Luego de esto, Meléndez revalidó como abogado.

## Carrera política
Meléndez se desempeñó como coordinador electoral regional, director regional y miembro del comité nacional de la Federación de Jóvenes Republicanos de Puerto Rico en su juventud.
En 2002, Meléndez fue contratado por el entonces Representante Aníbal Vega Borges para servir como Asesor Legislativo del Partido Nuevo Progresista en la Cámara de Representantes de Puerto Rico. Durante esta época, también se desempeñó como asesor de los Representantes José Chico Vega y Edwin Mundo Ríos. Asimismo, Tomás Rivera Schatz, entonces Comisionado Electoral del PNP, reclutó a Meléndez como asesor en asuntos electorales. Meléndez continuó trabajando para Rivera Schatz convirtiéndose en su asistente legal.
De 2003 a 2004, Meléndez también brindó asesoría legislativa y jurídica al Representante José F. Aponte Hernández. El 10 de enero de 2005, Meléndez fue designado por unanimidad para ocupar el cargo de Secretario de la Cámara de Representantes, bajo la presidencia de Aponte Hernández. Ocupó este cargo hasta 2006.
Meléndez también trabajó como abogado en la práctica privada.
En abril de 2011, Meléndez Ortiz presentó su candidatura para cubrir la vacante dejada por Rolando Crespo en la Cámara de Representantes. Meléndez fue electo al cargo y el 23 de mayo de 2011 tomó posesión. Actualmente es miembro de los Comités de Asuntos Municipales, Hacienda, Salud, Seguridad Pública y otros.
El 6 de noviembre de 2023, Meléndez anunció su precandidatura al cargo de comisionado residente para las primarias de 2024 y su apoyo a la precandidatura del gobernador Pedro Pierluisi frente a la de la entonces comisionada residente Jenniffer González para la gobernación. Esto después de previamente haber anunciado su apoyo a González. Meléndez eventualmente retiró su candidatura.

## Vida personal
Meléndez está casado con Mariel Pagán Ramos. Tienen tres hijos: José Enrique, Enrique José y Enrique André. La familia reside en Guaynabo.

## Historial electoral
| Año  | Cargo                         | Tipo      | Partido | Partido | Votos   | %    | Posición | Resultado |
| ---- | ----------------------------- | --------- | ------- | ------- | ------- | ---- | -------- | --------- |
| 2011 | Representante por acumulación | Especial  |         | PNP     | -       | -    | 1.º      | Electo    |
| 2012 | Representante por acumulación | Generales |         | PNP     | 131,733 | 7.26 | 11.º     | Reelecto  |
| 2016 | Representante por acumulación | Generales |         | PNP     | 113,564 | 7.82 | 7.º      | Reelecto  |
| 2020 | Representante por acumulación | Generales |         | PNP     | 71,308  | 5.90 | 7.º      | Reelecto  |